# Altarduken Glacier
Altarduken Glacier är en glaciär i Antarktis. Den ligger i Östantarktis. Norge gör anspråk på området. Altarduken Glacier ligger 1 981 meter över havet.
Terrängen runt Altarduken Glacier är varierad. Trakten är obefolkad. Det finns inga samhällen i närheten. 